# Хенлопен Ејкерс
Хенлопен Ејкрес (енгл. Henlopen Acres) град је у Округу Сасекс у америчкој савезној држави Делавер. По попису становништва из 2010. у њему је живело 122 становника

## Демографија
| Група             | 2000.       | 2010.       |
| Белци             | 134 (96,4%) | 116 (95,1%) |
| Црнци             | 4 (2,9%)    | 3 (2,5%)    |
| Азијати           | 0 (0,0%)    | 1 (0,8%)    |
| Хиспаноамериканци | 0 (0,0%)    | 5 (4,1%)    |
| Укупно            | 139         | 122         |